# اس‌اس داکتان
اس‌اس داکتان (به انگلیسی: SS Dakotan) یک کشتی بود که طول آن ۴۰۷ فوت ۱۰ اینچ (۱۲۴٫۳۱ متر) بود. این کشتی در سال ۱۹۱۲ ساخته شد.